# リミックス
リミックス（remix）とは、複数の既存曲を編集して新たな楽曲を生み出す手法の一つ。リミックス・アルバム（remix album）についても、解説する。

## 解説
複数のトラックに録音された既存の楽曲の音素材を再構成したり様々な加工を加えることによって、その曲の新たなバージョンを製作すること。
狭義的な意味としては、時代に合わせたバランスにし直す事も含まれる（ミキシング）。アルバムを再発売する際や、ベスト・アルバムに改めて収録する際などに行われる。狭義では本来はこちらを指す言葉である。
また、派生的な手法として上記の意味だけならず、更に新しい音を足したりアレンジを変えた演奏を追加したり、オリジナルバージョンの素材を一部や大部分を抜くなど、積極的に新しいバージョンを作成する、またはその楽曲そのものもリミックスに含まれる。上記両方ともに、改めてミキシング（mixing）し直すことから、mixに「再度」を意味する接頭辞re-がついた。
本来の意味でのリミックスについてはミキシングの項を参照の事。本項では後者の派生した意味でのリミックスを取り扱う。

## 歴史

### 誕生
リミックスは、1970年代のジャマイカでレゲエのエンジニアであったキング・タビーによって偶然発見されたダブに端を発する。

### 発展
リミックスが世界的に普及したきっかけは、1970年代後半のニューヨークにおけるディスコ・ブームであった。ファンクやソウルのレコードの中で、ダンスフロアで踊っている人々に（踊りやすいという理由で）好まれる部分の演奏時間を何とかして引き延ばしたいと考えたディスクジョッキーたちが、当初は同じレコードを2枚用意し、それらを並べて置いたターンテーブルで若干の時間差を付けて再生し、ミキサーを用いて手作業でそれらのレコードの「延長したい部分」を交互にプレイしていたのであるが、やがて最初からDJが使いやすいように原曲を引き伸ばしたり、ヴォーカルを取り除いたり、踊りやすいブレイクの部分や音のパーツを強調したレコードが発売された。
最初のディスコ向けリミックスは、ニューヨークのDJであるウォルター・ギボンズが手がけたファンクバンド、ダブル・エクスポージャー（Double Exposure）の「TEN PERCENT」という曲のロング・リミックスである。わずか数分の原曲を9分以上に引き伸ばしたこのリミックス盤は爆発的な大ヒットとなった。後にはダンス向けでない普通のポップスであっても、ディスコやクラブで掛けてもらうことによるプロモーション効果を狙った「ダンス・リミックス」が12インチシングルにカップリングとして収録されるようになった。
その後、リミックスの技法の発達や成熟により、ディスコで使用する為ではなく、完全に原曲を再構成してまったく別の曲を作り出すようなリミックスも現れた。

### 2000年以降
パソコンおよびループシーケンサー等のデジタル機器の発達によって、アマチュアミュージシャンでも気軽にリミックスに挑戦する機会が与えられ、裾野が広がっている。例として、ニコニコ動画等でアマチュアミュージシャンが他のアーティストの曲をカバーし投稿する「○○を歌ってみた」なども、その内容の質を問わなければリミックスの内の1つと言える。また、プロの現場であってもWAV等の音声ファイルの送信受信が短時間で国境までも越えるほど簡易的になった為、その自由度の際限はほとんど無くなったと言える。

## 評価
原曲の再評価に繋がることもある半面、原曲のイメージを変えることに対しては批判的な意見もある。1998年に発売された「ルパン三世」シリーズのリミックスアルバム『PUNCH THE MONKEY!』は後にシリーズ化され、収録曲がアニメ本編に使われた例もあるが、作曲者の一人である大野雄二は「ルパンの曲が注目された」という点を好意的に受け止めながらも、「中には自分の曲をワンフレーズしか使っていないものもあって、（原曲が）自分の曲である必要があるのかと思う」と、全面的には肯定していないことを窺わせる発言をしている。